# Горман, Джеймс
Джеймс Эдвард Горман (англ. James Edward Gorman: 30 января 1859, Билстон — 2 ноября 1929, Сан-Франциско) — американский стрелок, чемпион и призёр летних Олимпийских игр.
Горман принял участие в летних Олимпийских играх в Лондоне в соревнованиях по стрельбе из пистолета. Он стал чемпионом в стрельбе среди команд и бронзовым призёров среди отдельных спортсменов.